# Харт, Фиби
Фиби Харт (англ. Phoebe Hart; Квинсленд, Австралия) — австралийский режиссер, лектор и интерсекс-активистка, родившаяся с синдромом нечувствительности к андрогенам. Харт читает лекции по кино, телевидению и цифровым медиа в Квинслендском технологическом университете, и является руководителем компании Hartflicker, занимающейся производством видео и фильмов. Она особенно известна своим автобиографическим фильмом «Орхидеи: Мои интерсекс-приключения».

## Биография
Харт описывает, как ей сказали, что она никогда не будет менструировать и не иметь детей, но причины не обсуждались, и тема была табу. Когда Харт было 17 лет, ее мать рассказала ей семейный секрет, что у Харт были яички в животе. Харт заставили сделать гонадэктомию. В документальном фильме она рассказывает о травмирующих эмоциональных шрамах от ранних операций и секретности, связанной с ними. Во время съемок ее автобиографии ее родители первоначально отказались сниматься, но в итоге всё же снялись. У её сестры, Бонни Харт, также синдром нечувствительности к андрогенам.

## Карьера
В 1995 году Харт закончила Квинслендский технологический университет (QUT). Она участвовала в детской программе Totally Wild, документальном подразделении Network Ten, а также в Австралийской радиовещательной корпорации «Гонка вокруг света» и «Fly TV».
В 2009 году Харт получила докторскую степень в Квинслендском политехническом университете, где фильм «Орхидеи: Мои интерсекс-приключения» был центральным элементом ее работы. Она описывает эту работу как способ помочь молодым интерсекс-людям принять своё тело.
Одна из целей, которые я преследовала, рассказывая свою личную историю в документальном фильме, где я говорю о том, что я интерсекс, состояла в том, чтобы изменить мнения и показать, что наша жизнь не так уж отличается от других. В частности, я хотела создать позитивное представление для молодых людей с интерсекс-вариациями, которые, как я надеялась, не должны будут проходить через то, что испытала я. Мне приходилось скрывать, кем я была от других, я постоянно боялась, что меня отвергнут за то, какой я монстр и фрик, как мне самой казалось.
Харт также является бывшим президентом группы поддержки людей с синдромом нечувствительности к андрогенам «Androgen Insensitivity Syndrome Support Group Australia».

## Признание
Харт получила множество наград за документальный фильм «Орхидеи: Мои интерсекс-приключения»:
- Премия ATOM за лучший документальный фильм[8]
- Премия Гильдии Австралийских Режиссеров
- Лучшая режиссура в документальном фильме; Премия Австралийской академии кино и телевидения
- Лучший документальный фильм длительностью до 1 часа; кинофестиваль в Гонолулу.
- Золотая премия Кахуна; Международный кинофестиваль в Брисбене
- Лучший документальный фильм; кинофестиваль в Шери-Шери, Франция
- Специальный приз жюри документального кино; Международный фестиваль гендерного документального кино MujerDoc, Испания
- Премия имени Джона Дина на Международном ЛГБТ-кинофестивале в Спокане[9][10][11].

Также она получила благодарность за смежную диссертацию под названием «Орхидеи: интерсекс и идентичность в документальном фильме».